# Raphistemma hooperianum
Raphistemma hooperianum är en oleanderväxtart som först beskrevs av Blurne, och fick sitt nu gällande namn av Decaisne. Raphistemma hooperianum ingår i släktet Raphistemma och familjen oleanderväxter. Inga underarter finns listade i Catalogue of Life.